# Bezdrátová síť
Bezdrátová síť je typ počítačové sítě, ve které je spojení mezi jednotlivými účastníky sítě uskutečňováno pomocí bezdrátové komunikace, nejčastěji elektromagnetických vln. Tato implementace se nachází na fyzické vrstvě síťové struktury. Bezdrátová síť se používá v domácnostech, telekomunikačních sítích a ve společnostech, kde by zavádění kabelů do budovy a spojování jednotlivých místností bylo příliš drahé.

## Typy sítí

### Wireless PAN
Bezdrátové osobní sítě (WPAN) spojují jednotlivá zařízení v relativně malé oblasti. Která je obecně pro osobu připojenou do této sítě snadno dosažitelná. Například pomocí bluetooth nebo infračerveného světla můžeme připojit sluchátka k laptopu a tím si vytvořit malou osobní bezdrátovou síť (WPAN). ZigBee také podporuje WPAN aplikace. Osobní Wi-Fi sítě se staly samozřejmostí (2010) jako vybavení integrované do celé škály elektronických zařízení pro běžné spotřebitele. Nástroje „My WiFi“ od Intelu a „Virtual Wi-Fi“ z Windows 7 umožňují osobní bezdrátové sítě snadno a jednoduše nastavit a konfigurovat.

### Wireless LAN
Místní bezdrátová síť (WLAN) spojuje dvě a více zařízení na střední vzdálenosti pomocí bezdrátové distribuční metody, obvykle poskytuje přes přístupový bod připojení k internetu. Použití rozprostření signálu nebo OFDM technologie umožňuje uživatelům pohybovat se v rámci signálem pokryté oblasti a stále být připojen do sítě.
Produkty používající WLAN standard IEEE 802.11 jsou zaregistrované pod obchodní značkou Wi-Fi. Stálé bezdrátové technologie implementují point-to-point spojení mezi počítači nebo sítěmi, které jsou umístěny na dvou vzdálených lokacích. Obvykle se používá směrový mikrovlnný nebo modulovaný laserový paprsek mezi dvěma místy, které na sebe mají volný výhled. To se obvykle používá ve městech pro propojení dvou a více budov bez instalace drátového spojení.

### Wireless WAN
Velká bezdrátová síť (WWAN) je bezdrátová síť, která typicky pokrývá velké oblasti, jako například mezi sousedícími vesnicemi a městy, nebo městem a předměstím. Tyto sítě mohou být použity k připojení poboček kanceláří nebo jako veřejný přístupový systém. Bezdrátové spojení mezi přístupovými body je obvykle point-to-point mikrovlnná linka používající parabolický reflektor na frekvenci 2,4 GHz, na menší vzdálenosti se používá omnidirektionální anténa. Typický systém obsahuje vstupní brány základních stanic, přístupové body a bezdrátové přemostění signálu. Ostatní konfigurace jsou síťové systémy, kde každý přístupový bod předává signál dál. Pokud zkombinujeme tyto systémy s obnovitelnými energetickými zdroji jako jsou solární energie nebo větrná energie mohou fungovat jako stand alone systémy.

### Wireless MAN
Bezdrátové metropolitní sítě (WMAN) jsou typ bezdrátové sítě, které spojuje několik bezdrátových lokálních sítí. WiMAX je typ bezdrátové MAN a je popsána standardem IEEE 802.16.

### Mobilní síť
S vývojem smartphonů a telefonních sítí běžně přenášíme data do a z mobilních zařízení:
- Globální systém pro mobilní komunikaci (GSM): GSM síť je rozdělena mezi tři hlavní systémy: přepínací systém, systém základní stanice a operační a podpůrný systém. Mobilní telefon se připojí do základního systému, který se poté připojí do operačního a podpůrného systému. Ten poté propojí mobil s přepínací stanicí, kde je hovor přesměrován tam, kam je potřeba. GSM je nejvíce používaný standard a je to majoritní standard pro mobilní telefony.

- Personal Communications Service (PCS): PCS je rádiová frekvence, kterou mohou používat mobilní telefony v Severní Americe a Jižní Asii. Sprint je první společnost, která zprovoznila PCS síť.

- D-AMPS: Digital Advanced Mobile Phone Service, vylepšená verze AMPS. Byla nahrazena novější GSM sítí.

## Použití
Příklad využití zahrnuje mobilní telefony, které jsou částí každodenní bezdrátové komunikace, umožňující snadnou komunikaci. Dalším příkladem je mezikontinentální síťový systém, který používá satelity ke komunikaci napříč celým světem. Krizové služby, jako například policie, využívají bezdrátové sítě k efektivnější komunikaci. Běžní lidé a obchodníci využívají bezdrátové sítě k rychlému posílání a sdílení dat, ať už jsou v malé kanceláři, nebo kdekoli na světě.

### Souhrn
Základní smysl bezdrátových sítí je nabízet množství použití pro obchodní sféru, ale i pro domácnost. Nyní průmysl využívá množství rozdílných bezdrátových technologií. Každá bezdrátová technologie je definována standardem, který popisuje unikátní funkčnost ve fyzické a datové vrstvě OSI modelu. Tyto standardy se liší v jejich specifikaci signalizačních metod, geografických vzdáleností, frekvenčních rozsazích a v další spoustě věcí. Některé jsou lépe připravené pro použití ve velkých průmyslových společnostech a jiné jsou lepší do domácností.

### Výkonnost
Každý standard je rozdílný v geografické vzdálenosti, tudíž jeden standard je vhodnější než jiný v závislosti na tom, o co se snažíme s bezdrátovou sítí. Výkon bezdrátové sítě je dostačující pro přenos videa a zvuku. Použití této technologie také dává možnost budoucího rozšiřování. Jak se bezdrátové sítě staly samozřejmostí, zvedla se propracovanost napříč síťovým hardwarem a softwarem.

### Prostor
Prostor je další charakteristika bezdrátové sítě. Bezdrátové sítě nabízí mnoho výhod, když je obtížné komunikovat například napříč ulicí, přes řeku nebo sklad, který je fyzicky oddělený od hlavní budovy, ale fungují jako jeden celek. Bezdrátová síť umožňuje uživateli označit určitý prostor, ve kterém budou zařízení komunikovat skrze tuto bezdrátovou síť. Bezdrátové sítě se používají i v domácnostech kvůli eliminaci nepříjemných kabelů. Tato technologie nám poskytuje alternativu k drátové síti, která používá křížené kabely, optická vlákna atd., které mohou být často dost drahé.

### Podnikání
Bezdrátové sítě se integrují do korporačních informačních systémů. Použití bezdrátové komunikace je nyní pro společnosti praktičtější a cenově efektivnější, aby mohli konkurovat v celosvětovém trhu. Bezdrátové technologie jsou aplikovatelné pro veškerý průmysl, speciálně tam, kde je třeba zdůraznit bezprostřední zpracování. Tyto společnosti hledají kreativní a inovativní cesty k použití přenosných počítačů v průmyslové práci. Použití bezdrátové technologie umožňuje obchodníkům připojit se do mobilní databáze a získat potřebné informace.

### Domácnost
Pro domácí použití je bezdrátová technologie efektivní varianta ke sdílení tiskáren, skenerů a vysokorychlostního internetu. WLAN pomáhá ušetřit peníze na kabelech, šetří čas během fyzické instalace a také vytváří mobilitu pro zařízení připojená k přístupovému bodu. Bezdrátové sítě jsou jednoduché a vyžadují jeden přístupový bod, připojený přímo k internetu přes router.

## Ekologické znepokojení
Počátkem roku 2009 vzrostly obavy o vlivu bezdrátových sítí na zdraví člověka i přesto, že nebyly evidovány téměř žádné záznamy o zdravotním riziku bezdrátových sítí. Rektor z Lakehead University odmítl povolit instalaci bezdrátové sítě, citoval studii Kalifornské veřejné komise, která tvrdí, že tu je možné riziko vzniku nádoru a jiných chorob kvůli vystavování se elektromagnetickým polím a je třeba toto více prozkoumat.
Přístupový bod bezdrátové sítě je také umístěn blízko lidí. Pozice Agentury na ochranu zdraví (HPA) je: "...rádiová frekvence, které jsme vystavení od Wi-Fi je mnohem nižší než frekvence, na které komunikují mobilní telefony." A také řekli: "...není důvod, proč by školy a jiné zařízení neměli používat Wi-Fi vybavení." V říjnu 2007 HPA započala novou systematickou studii vlivu WiFi sítí jménem vlády Spojeného království, aby uklidnily strach, který zapříčinila média. Doktor Michael Clark, pracující pro HPA, veřejně publikuje výzkum mobilních telefonů a vysílačů, ve kterém říká, že strach z bezdrátových sítí je neopodstatněný.

### Katalogy poskytovatelů bezdrátového internetu
- Seznam bezdrátových Wi-fi sítí pro připojení k internetu v ČR
- Bezdrátovépřipojení.cz